# Introductor de embajadores
El Introductor de Embajadores es un alto funcionario diplomático del Ministerio de Asuntos Exteriores, que encabeza la Dirección General de Protocolo, Cancillería y Órdenes. El introductor, que posee rango de embajador y de director general, es responsable de la preparación, coordinación y ejecución de los actos oficiales y ceremonias relacionados con la política exterior del Estado, que tengan lugar en el territorio nacional y en el exterior y, en particular, los viajes oficiales de Sus Majestades los Reyes de España y las visitas de los jefes de Estado extranjeros.
Desde el 30 de julio de 2024, el introductor de Embajadores es Adrián Martín Couce.

## Historia
El introductor de embajadores es el cargo más antiguo de la administración civil española, siendo creado el 1 de abril de 1626, en tiempos de Felipe IV, inicialmente con el nombre de conductor de embajadores, que sería cambiado después por Carlos III.

## Funciones
El Real Decreto 267/2022, de 12 de abril, le otorga las siguientes funciones:
- La preparación, coordinación y ejecución de los actos oficiales y ceremonias relacionados con la política exterior del Estado, que tengan lugar en el territorio nacional y en el exterior y, en particular, los viajes oficiales de Sus Majestades los Reyes de España y las visitas de los jefes de Estado extranjeros.
- La tramitación de los expedientes de condecoraciones de las Órdenes de Isabel la Católica y del Mérito Civil.
- La gestión y control de todas las cuestiones relacionadas con las misiones diplomáticas acreditadas en España, sus oficinas consulares y los organismos internacionales con sede u oficina en nuestro país, en cumplimiento de los Convenios de Viena sobre relaciones diplomáticas y consulares.

## Dependencias
Del introductor de embajadores dependen los siguientes órganos:
- Subdirección General de Viajes y Visitas Oficiales, Ceremonial y Órdenes.
- Subdirección General de Cancillería.